# Kanamat Botashev
Kanamat Khuseevich Botashev (en ruso: Канамат Хусеевич Боташев); 20 de mayo de 1959-22 de mayo de 2022) fue un Mayor General ruso que fue comandante de la unidad militar 23326 del Distrito Militar Occidental y comandante de la base aérea Voronezh Malshevo cerca de Voronezh. Se le concedió póstumamente el título de Héroe de la Federación Rusa.

## Biografía
En 1976, se graduó de la escuela secundaria. En 1981, se graduó de la Escuela Superior de Pilotos de Aviación Militar de Yeysk. En 2010, se graduó de la Academia Militar del Estado Mayor de las Fuerzas Armadas de Rusia.
El 29 de diciembre de 2012, se le abrió una causa penal en virtud del artículo 351 del Código Penal (infracción de las reglas de vuelo) por estrellar un Sukhoi Su-27 infringiendo las reglas de vuelo. Según informes, pilotó la aeronave sin recibir la formación adecuada ni los controles médicos previos al vuelo, y luego decidió realizar acrobacias aéreas, destruyendo accidentalmente el Su-27. Botashev fue condenado a cuatro años de libertad condicional con una multa de 5 millones de rublos. En 2013, fue dado de baja del ejército. Posteriormente, trabajó como subdirector de aviación de la DOSAAF en San Petersburgo y el óblast de Leningrado, y subdirector de un aeroclub en San Petersburgo.
Según medios ucranianos, participó en la invasión rusa de Ucrania y falleció el 22 de mayo de 2022 cerca de Popasna, pilotando un avión de ataque Sukhoi Su-25, que fue derribado por un FIM-92 Stinger. Medios rusos confirmaron posteriormente su muerte en combate en Ucrania. Algunos observadores especularon que Botashev había estado volando como piloto mercenario para el Grupo Wagner.